# マナイーシ

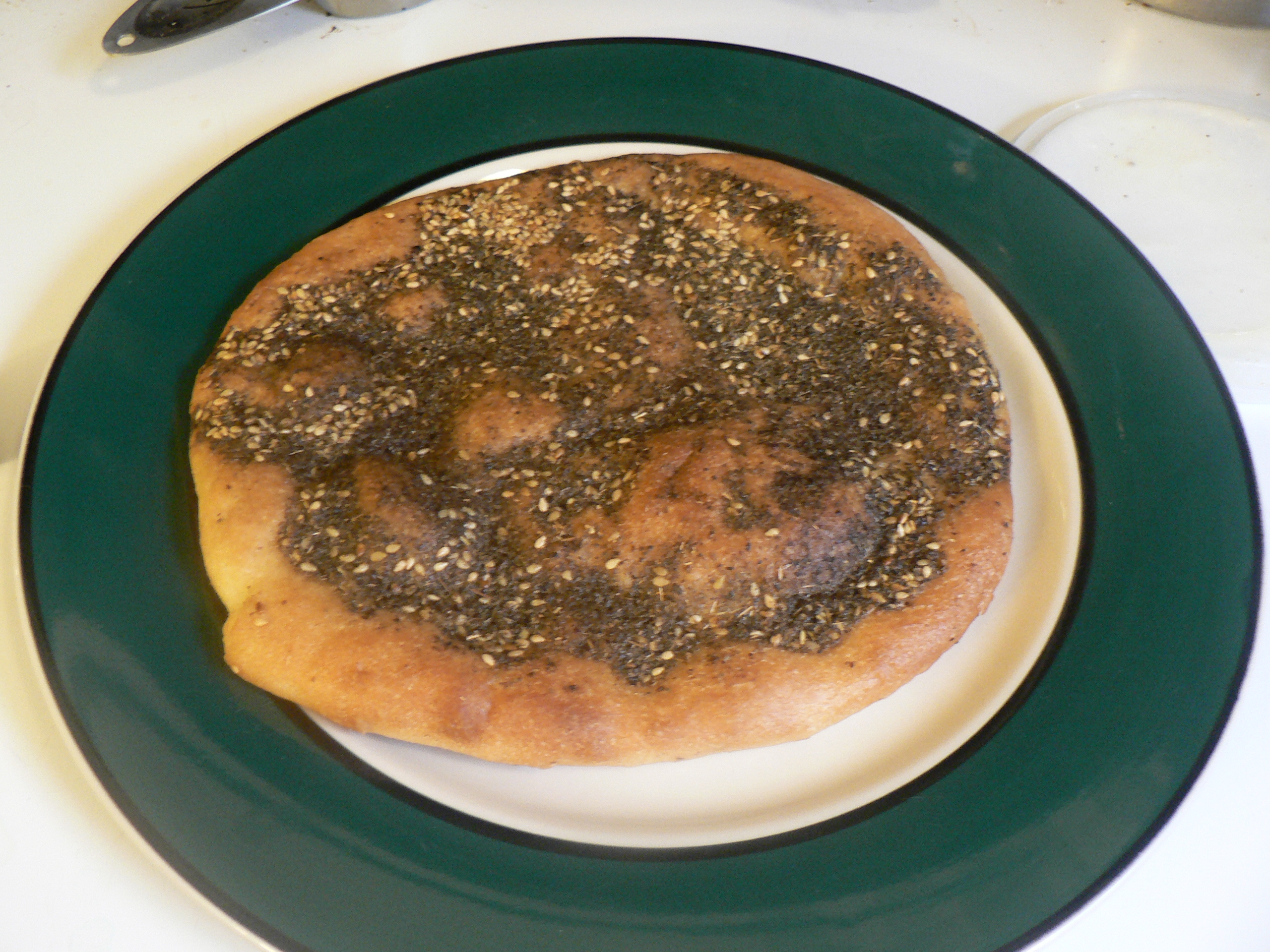
ザアタルをトッピングしたもの

マナイーシ(Manakish, アラビア語 مناقيش, 文語アラビア語発音：manāqīsh, マナーキーシュ、口語発音：manāʾīsh, マナーイーシュ等 → 短母音化により manaʾīsh, マナイーシュ等)は、パン生地にタイム、チーズ、挽肉等をトッピングしたレバント料理の一つ。

## 概要
マナイーシはピザに似て、スライスしたり折りたたんだりし、朝食または昼食として食べる。
伝統的に、女性は毎朝、家族がその日に食べるのに必要な分を共同オーブンで焼き、色々なトッピングを乗せたものを一度の朝食で出す。
マナイーシは、レバント、特にシリア、レバノン、パレスチナ、ヨルダンで人気がある。
その起源ははっきりしていないが、比較的新しい時期に普及した食品である。
2023年にレバノンのマナイーシはユネスコの無形文化遺産に登録された。

## 名称
名前の由来についてはいくつかの説があり、
- 生地に具の乗せることで別の色味が重ねられることから、「彫られた、刻まれた；色を塗る、絵を描く」という意味の منقوشة（manqūshah ないしは manqūsha, マンクーシャ、口語発音：manʾūsha, マンウーシャ） という名前で呼ばれるようになった[4]。
- 丸いパン生地の縁に飾りを兼ねてくぼみをつけることから、「彫られた、刻まれた；色を塗る、絵を描く」という意味の منقوشة（manqūshah ないしは manqūsha, マンクーシャ、口語発音：manʾūsha, マンウーシャ） という名前で呼ばれるようになった[5]。

といった解釈が存在する。

## 主なトッピング
- ザアタル - 最も人気のあるマナイーシのトッピング。ザアタルはオリーブ油と混ぜて、オーブンで焼く前にパン生地の上に広げる。レバント料理で最も人気のある朝食である[6][7]ほか、ミント茶やフェタチーズとともに[6]、メゼやスナックとしても食べられる。
- チーズ - w:Akkawi、w:Tzfat cheese、カシュカバルの3種が主に用いられる。しばしばザアタルとチーズを混ぜて使う。
- ラムの挽肉 - 昼食として食べるのに人気のトッピングはラムである。ラムの挽肉は、みじん切りにしたトマトや植物油と混ぜ、コショウやピクルス、ヨーグルトが添えられることもある。
- トウガラシ
- クルト - それ自体または他のトッピングと混ぜて使われる。
- ホウレンソウ、フダンソウ